# Yahya ibn Salama al-Kalbi
Yahyà ibn Salama al-Kalbí (in arabo يحيى بن سلمة الكلبي‎?; fl. VIII secolo), fu wali di al-Andalus dal 726 al 728.

## Origine
La Histoire de la conquête de l'Espagne par les Musulmans, riporta che Yahya era figlio di Salama al-Kalbi, di cui non si conoscono gli ascendenti.

La penisola iberica, nel 726, durante il governatorato di Yahya ibn Salama al-Kalbi

## Biografia
Nel 726, il Wali di al-Andalus, Anbasa ibn Suhaym al-Kalbi morì durante una razzia, come confermano gli Annales Francorum Ludovici Dufour, e, come riporta la Histoire de l'Afrique et de l'Espagne, Udhra ibn Abd Allah al-Fihri fu proclamato wālī di al-Andalus, ad interim, nell'attesa che il wālī d'Ifrīqiya, Bishr ibn Safwan al-Kalbi, (da cui al-Andalus dipendeva), proclamasse il nuovo governatore, confermato dal Califfo degli Omayyadi, Hisham ibn 'Abd al-Malik.
In quello stesso 726, Yahya fu nominato wālī di al-Andalus da Bishr ibn Ṣafwān al-Kalbī, come successore di ʿAnbasa ibn Suḥaym al-Kalbī, e sostituì Udhra.

Che Yahya fu il successore designato di Ambasa viene riportato anche dalla Histoire de la conquête de l'Espagne par les Musulmans e dalla Ajbar Machmuâ: crónica anónima.
Il suo periodo di governo, secondo il Diccionario biográfico español, Real Academia de la Historia, fu caratterizzato per l'assenza di incursioni nei territori cristiani, forse perché, nello stesso periodo erano iniziati i conflitti politici tra gli arabi del nord (siriani) e gli arabi del sud (yemeniti), che avevano il supporto dei berberi islamizzati.
Nel 727, secondo la Ibn Abd-el-Hakem's History of the Conquest of Spain il wālī d'Ifrīqiya, Bishr ibn Safwan al-Kalbi morì ed il Califfo, Hisham ibn 'Abd al-Malik, designò come suo successore Ubayda ibn Abd al-Rahman al-Sulami, come conferma anche la Ajbar Machmuâ: crónica anónima.
Nel 728 Yaḥyà, a causa della sua inattività, fu sostituito dal nuovo wālī d'Ifrīqiya, Ubayda, con Ḥudhayfa ibn al-Aḥwās al-Qaysī, come confermano sia dalla Histoire de la conquête de l'Espagne par les Musulmans, che dalla Ajbar Machmuâ: crónica anónima.